# Kluwih (Bandar)
Kluwih is een bestuurslaag in het regentschap Batang van de provincie Midden-Java, Indonesië. Kluwih telt 9148 inwoners (volkstelling 2010).